# Vierbinden-Blattspanner

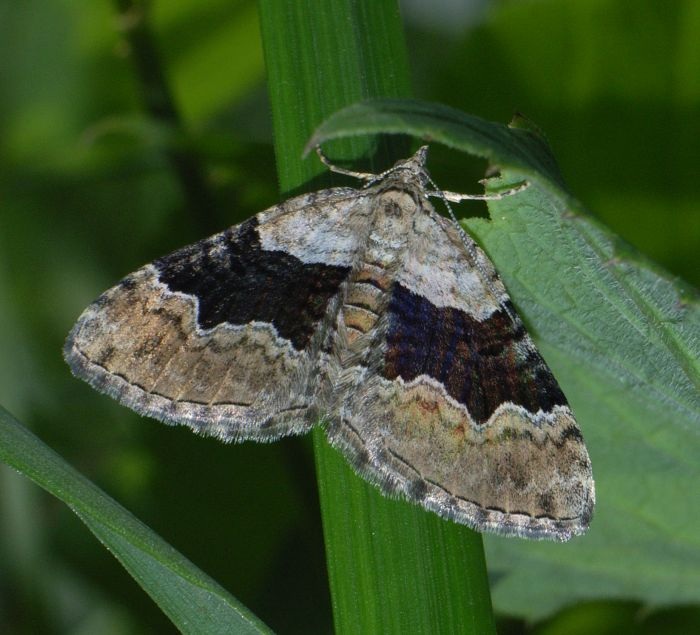
Form mit schwarzbraunem Mittelfeld

Der Vierbinden-Blattspanner (Xanthorhoe quadrifasiata), auch als Vierbindiger Blattspanner bezeichnet, ist ein Schmetterling (Nachtfalter) aus der Familie der Spanner (Geometridae). Das Artepitheton basiert auf den lateinischen Worten quadrus und fascia (das dazugehörige Adjektiv quadrifasciata wurde vom Autor als quadrifasiata falsch geschrieben) mit den Bedeutungen „vierfach“ und „Binde“ und bezieht sich auf das dunkle Mittelfeld auf der Vorderflügeloberseite der Falter, das durch Querlinien in vier Streifen geteilt ist. In der Literatur ist der Vierbinden-Blattspanner auch unter dem nach den Nomenklaturregeln falschen Artnamen Xanthorhoe quadrifasciata zu finden.

## Merkmale

### Falter
Die Falter erreichen eine Flügelspannweite von 23 bis 31 Millimeter. Auf der Vorderflügeloberseite variiert die Farbe des Mittelfeldes von graubraun bis zu schwarzbraun. Es ist zentral bandförmig leicht aufgehellt. Neben dem länglichen schwarzen Diskalfleck verlaufen beidseitig schmale dunkle Querbinden. Die weiße äußere Querlinie grenzt das gezackte Mittelfeld scharf ab. Der Saumbereich ist rotbraun bis graubraun, die Basalregion hellgrau bis hellbraun gefärbt. Die Wellenlinie ist weiß. Auf der grauweißen Hinterflügeloberseite heben sich einige dünne dunkle Querlinien ab, die auf die Unterseite durchscheinen.

### Raupe
Ausgewachsene Raupen sind glatt und schlank, an den Seiten leicht gerunzelt. Sie sind ockerfarben, bräunlich oder grau gefärbt und zeigen eine dunkelbraune Rückenlinie, die auf den mittleren Segmenten zu Rautenflecken erweitert ist. Die Bauchseite ist hellbraun. Am ersten Bauchbein hebt sich ein deutlicher schwarzer Strich ab.

## Verbreitung und Vorkommen
Die Art kommt von Spanien über West- und Mitteleuropa einschließlich der Britischen Inseln bis nach Ostasien, wo sie durch die Unterart Xanthorhoe quadrifasciata ignobilis vertreten ist, verbreitet vor. Im Norden reicht das Areal bis ins nördliche Fennoskandinavien, im Süden über Italien und die Länder des Balkans bis zum Kaukasus. Der Vierbinden-Blattspanner besiedelt Waldränder, Lichtungen, Heckengebiete, Feuchtwiesen, Niedermoore und Heiden sowie Gärten und Parklandschaften. In den Alpen steigt er bis in Höhen von 1500 Metern.

## Lebensweise
Die Falter sind nachtaktiv und besuchen gerne künstliche Lichtquellen. Auffällig ist dabei der hohe Anteil an Weibchen. In der Regel wird eine Generation im Jahr gebildet, deren Falter in den Monaten Juni bis August fliegen. Einzelexemplare, die in südlichen Gebieten zuweilen im September angetroffen werden, entstammen einer zweiten Generation. Die Raupen ernähren sich von niedrigen Pflanzen, dazu zählen u. a. Taubnessel- (Lamium), Brennnessel- (Urtica), Wegerich- (Plantago), Primel- (Primula), Labkraut- (Galium), Nelkenwurz- (Geum) und Heidelbeerarten (Vaccinium). Die Puppen überwintern.

## Gefährdung
Der Vierbinden-Blattspanner kommt in Deutschland in den einzelnen Bundesländern meist zahlreich vor und wird auf der Roten Liste gefährdeter Arten als „nicht gefährdet“ eingestuft.